# Погорельский сельсовет (Могилёвская область)
Погорельский сельсовет — упразднённая административная единица на территории Осиповичского района Могилёвской области Белоруссии. Был упразднён в 2002 году, населённые пункты были переданы в ведение Гродзянского сельсовета.

## Состав
Погорельский сельсовет включал 5 населённых пунктов:
- Аминовичи — деревня.
- Буда — деревня.
- Гродзянец — деревня.
- Лозовое — деревня.
- Погорелое — деревня.